# Bambuspett
Bambuspett (Gecinulus viridis) är en fågel i familjen hackspettar inom ordningen hackspettartade fåglar.

## Utseende och läte
Bambuspetten är en enfärgat gröngul hackspett med ljus näbb. Hanen har även rött på hjässan. Lätet, ett "nyeek", upprepas ofta och saknar stigande eller fallande mönster hos många andra hackspettsarter.

## Utbredning och systematik
Fågeln förekommer i låglänta områden från östra Myanmar, till Thailand och norra Laos samt på Malackahalvön. Den behandlas antingen som monotypisk eller delas in i två underarter med följande utbredning:
- Gecinulus viridis viridis – centrala och östra Burma samt Thailand
- Gecinulus viridis robinsoni – Malackahalvön

## Levnadssätt
Bambuspetten hittas i skogar i låglänta områden och förberg. Den är som namnet avslöjar en bambuspecialist som söker igenom stånd av bambu på jakt efter myror.

## Status och hot
Arten har ett stort utbredningsområde, men tros minska i antal, dock inte tillräckligt kraftigt för att den ska betraktas som hotad. Internationella naturvårdsunionen IUCN listar därför arten som livskraftig (LC).